# Ruthiella
- Commons
- Wikispecies

Ruthiella é um gênero botânico pertencente à família Campanulaceae.